# Šťovík úzkolistý
Šťovík úzkolistý (Rumex stenophyllus) je vzácně se vyskytující vytrvalá bylina, druh rodu šťovík. Ač je původním druhem české květeny, nikdy se v ní ve velkých populacích nevyskytoval a je ohrožen vyhynutím.

## Výskyt
Rostliny tohoto druhu vyrůstají od jihovýchodu Střední Evropy přes Východní Evropu, Střední Asii a jih Sibiře až po sever Číny. V Evropě se druhotně dostaly do Západní Evropy včetně Britských ostrovů a do Pobaltí, také byly rozšířeny do Severní Ameriky.
Výběžek jeho původního rozšíření zasahuje na jižní Moravu, tam se vyskytuje hlavně v nížinách a jen řídce roste v pahorkatinách jihovýchodní Moravy a na Českomoravské vrchovině. V posledních létech je také zjišťován jako zavlečený do Čech.

## Ekologie
Roste na vlhčích místech u vodních toků, na zamokřených loukách, v bažinách a močálech kde může být i slaná voda. Přechodně bývá zavlékán na skládky, nádraží, okolí silnic a ruderalizovaná, minerálně bohatá místa. V posledních desetiletích se na Moravě pomalu zvyšuje počet stanovišť, na kterých se celkem pravidelně vyskytuje. Rozmnožuje se hlavně semeny která jsou šířena větrem, vodou nebo zvířaty. Šťovík úzkolistý je živnou rostlinou housenek motýla ohniváčka černočárného.

## Popis
Vytrvalá, asi 50 až 100 cm vysoká rostlina s přímou, rozvětvenou lodyhou. Přízemní listy s dlouhými řapíky bývají velké 15 až 25 cm a široké 2 až 7 cm, jejich čepele jsou podlouhle kopinaté, na bázi široce klínovité nebo zaokrouhlené, po obvodě celokrajné neb nepravidelně zubaté a vlnité, na vrcholku špičaté či tupé. Obdobné lodyžní listy se směrem vzhůru zmenšují a přecházejí v úzké kopinaté listeny.
Koncová, hustě větvená květenství, která zabírající asi polovinu délku lodyhy, bývají hustá nebo vespod přerušovaná. Jsou tvořená oboupohlavnými květy na stopkách vyrůstající v mnohočetných přeslenech. Květy mají okvětí složená ze šesti plátků uspořádaných ve dvou kruzích. Vnější, menší plátky brzy opadávají. Plátky vnitřní jsou vejčitého neb trojúhelníkovitého tvaru, po obvodě mají na každé straně několik zoubků a po opylení vytvoří okolo semeníku krovky s nestejně velkými mozolky. Krovky bývají asi 4 mm dlouhé a stejně tak široké, okrouhle trojúhelníkovité, na vrcholu špičaté, po okraji krátce ostře zubaté. Obaleným plodem je tmavě hnědá nažka 2 mm velká. Rostlina vykvétá v červenci až srpnu, pyl je z prašníků na blizny obvykle přenášen větrem. Ploidie druhu je 2n = 60.

## Ohrožení
Šťovík úzkolistý je v ČR dlouhodobě označován za druh snadno zranitelný a z přírody mizející. V současnosti se jeho početní stavy pomalu zvyšují a již mu přímé nebezpečí vyhynutí nehrozí. Jestliže byl podle „Černého a červeného seznamu cévnatých rostlin České republiky z roku 2000“ (Procházka) považován za druh kriticky ohrožený (C1), o desetiletí později je v „Červeném seznamu cévnatých rostlin České republiky z roku 2012“ (Grulich) pokládán pouze za druh silně ohrožený (C2b).